# Trofeo Vallecas
Jugado en el Estadio de Vallecas (y el Estadio Vallermoso, antiguo estadio situado en el mismo sitio), fue organizado por el Rayo Vallecano de Madrid. El nombre del trofeo reivindica el barrio, de Madrid (España), donde juega el equipo.
En 1985 el trofeo pasó a denominarse Trofeo Alcampo, debido a la publicidad que este centro comercial daba al Rayo por aquel entonces, pero a los dos años siguientes recuperó su nombre original.
Trece años después de la llegada de la familia Ruiz-Mateos en 1991, le dio al estadio el nombre de su esposa. De modo que el trofeo pasó a denominarse Trofeo Teresa Rivero.
Pero tras el abandono de la familia Ruiz-Mateos del Rayo Vallecano y de la llegada del nuevo presidente Raúl Martín Presa, el trofeo recupera de nuevo el nombre del barrio.

## Palmarés del trofeo Vallecas
| Año  | Edición              | Campeón            | Resultado  | Subcampeón                       |
| ---- | -------------------- | ------------------ | ---------- | -------------------------------- |
| 1970 | Trofeo Vallecas      | Rayo Vallecano     | 1-0        | Atlético de Madrid               |
| 1971 | Trofeo Vallecas      | Rayo Vallecano     | 3-0        | Górnik Zabrze                    |
| 1976 | Trofeo Vallecas      | Rayo Vallecano     | 1-0        | Real Jaén                        |
| 1977 | Trofeo Vallecas      | Rayo Vallecano     | 1-0        | Real Valladolid                  |
| 1985 | Trofeo Alcampo       | Rayo Vallecano     | 3-2        | CA Peñarol                       |
| 1986 | Trofeo Alcampo       | Rayo Vallecano     | 1-0        | Fluminense FC                    |
| 1989 | Trofeo Vallecas      | Rayo Vallecano     | 2-1        | Club Nacional Montevideo         |
| 1990 | Trofeo Vallecas      | Rayo Vallecano     | 3-2        | Pisa Calcio                      |
| 1991 | Trofeo Vallecas      | Rayo Vallecano     | 2-0        | FC Utrecht                       |
| 1992 | Trofeo Vallecas      | Rayo Vallecano     | 2-1        | CD Tenerife                      |
| 1993 | Trofeo Vallecas      | Real Valladolid    | 0-0* (3-2) | Rayo Vallecano                   |
| 1994 | Trofeo Vallecas      | Rayo Vallecano     | 1-0        | Rio Branco-MG                    |
| 1995 | Trofeo Vallecas      | Rayo Vallecano     | 3-1        | Selección de fútbol de Marruecos |
| 1996 | Trofeo Vallecas      | Rayo Vallecano     | 2-2*       | Real Oviedo                      |
| 2002 | Trofeo Teresa Rivero | OFK Belgrado       | 0-0* (5-4) | Rayo Vallecano                   |
| 2003 | Trofeo Teresa Rivero | Rayo Vallecano     | 2-1        | Atlético de Madrid               |
| 2004 | Trofeo Teresa Rivero | Getafe CF          | 0-0*       | Rayo Vallecano                   |
| 2005 | Trofeo Teresa Rivero | Rayo Vallecano     | 4-0        | Málaga CF                        |
| 2006 | Trofeo Teresa Rivero | Real Valladolid    | 0-0*       | Rayo Vallecano                   |
| 2007 | Trofeo Teresa Rivero | Getafe CF          | 2-1        | Rayo Vallecano                   |
| 2008 | Trofeo Teresa Rivero | Atlético de Madrid | 4-2        | Rayo Vallecano                   |
| 2009 | Trofeo Teresa Rivero | Real Valladolid    | 3-1        | Rayo Vallecano                   |
| 2010 | Trofeo Teresa Rivero | Rayo Vallecano     | 1-0        | CA Osasuna                       |
| 2011 | Trofeo Vallecas      | Rayo Vallecano     | 1-1* (5-4) | Sporting de Gijón                |
| 2012 | Trofeo Vallecas      | Al-Ain             | 2-1        | Rayo Vallecano                   |
| 2013 | Trofeo Vallecas      | Rayo Vallecano     | 1-1* (5-4) | Getafe CF                        |
| 2014 | Trofeo Vallecas      | Rayo Vallecano     | 2-0        | Cádiz CF                         |
| 2015 | Trofeo Vallecas      | Real Oviedo        | 1-1* (4-3) | Rayo Vallecano                   |
| 2016 | Trofeo Vallecas      | Rayo Vallecano     | 2-0        | CD Leganés                       |
| 2017 | Trofeo Vallecas      | CD Leganés         | 2-0        | Rayo Vallecano                   |
| 2018 | Trofeo Vallecas      | Rayo Vallecano     | 3-1        | Grasshopper                      |
| 2019 | Trofeo Vallecas      | AD Alcorcón        | 3-2        | Rayo Vallecano                   |

## Campeones
| Rayo Vallecano         | 21 trofeos | 1970, 1971, 1976, 1977, 1985, 1986, 1989, 1990, 1991, 1992, 1994, 1995, 1996, 2003, 2005, 2010, 2011, 2013, 2014, 2016 y 2018 |
| Real Valladolid        | 3 trofeos  | 1993, 2006 y 2009 |
| Getafe CF              | 2 trofeos  | 2004 y 2007 |
| Atlético de Madrid     | 1 trofeo   | 2008 |
| OFK Belgrado           | 1 trofeo   | 2002 |
| Al-Ain                 | 1 trofeo   | 2012 |
| Real Oviedo            | 1 trofeo   | 2015 |
| Club Deportivo Leganés | 1 trofeo   | 2017 |
| AD Alcorcón            | 1 trofeo   | 2019 |